# Bogas de Cima
Bogas de Cima es una freguesia portuguesa del concelho de Fundão, con 31,32 km² de superficie y  habitantes (2001). Su densidad de población es de 14,9 hab/km².